# Stazione di Burgos Rosa Manzano
La stazione di Burgos Rosa Manzano (in spagnolo Estación de Burgos Rosa Manzano) è un'importante stazione ferroviaria di Burgos, Spagna.